# Insulascirtus nythos
Insulascirtus nythos är en insektsart som beskrevs av Otte, D. och D.C.F. Rentz 1985. Insulascirtus nythos ingår i släktet Insulascirtus och familjen syrsor. Inga underarter finns listade i Catalogue of Life.